# Mann von Osterby

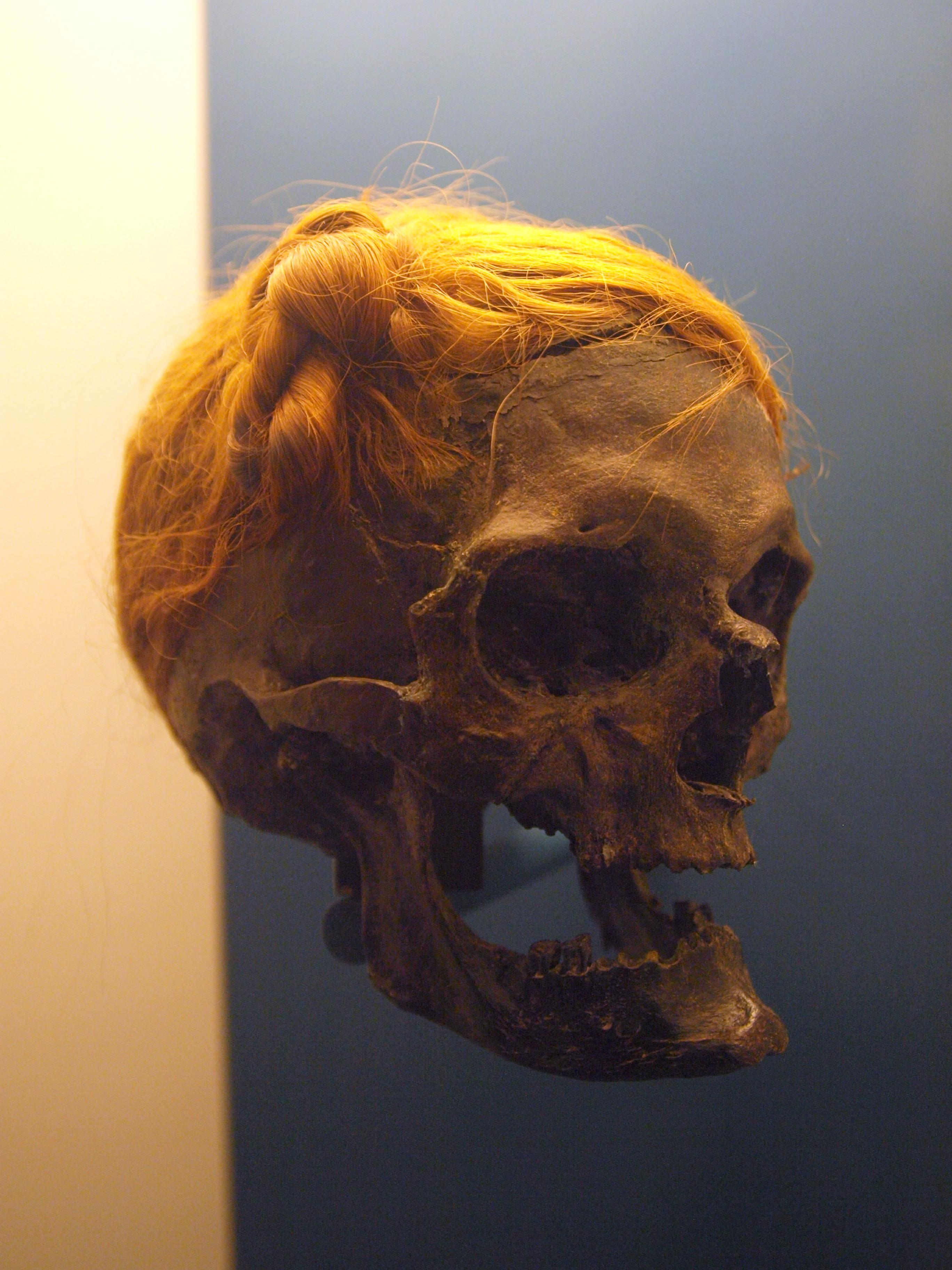
Kopf von Osterby mit Suebenknoten-Frisur

Bei dem Mann von Osterby handelt es sich um den Schädel einer Moorleiche aus dem Köhlmoor, südöstlich von Osterby bei Eckernförde.

## Fundumstände
Beim Torfstechen wurde der Schädel am 26. Mai 1948 von den Brüdern Otto und Max Müller aus Osterby auf der Parzelle ihres Vaters aufgefunden. Er lag in einer Tiefe von etwa 65 bis 70 cm unter der damaligen Moor-Oberfläche. Max Müller bemerkte die von seinem Spaten herunterhängenden Fellreste. Daraufhin durchsuchten beide den abgeworfenen Torf und bargen die Teile des Schädels und des Umhangs. Der Damendorfer Landwirt Detlef Thomes meldete den Fund dem Museum in Schleswig. Trotz intensiver Nachsuche in der Umgebung der Fundstelle wurden keine weiteren Leichenteile gefunden.
Fundort: 54° 26′ 50,9″ N, 9° 46′ 9,5″ O

## Befunde

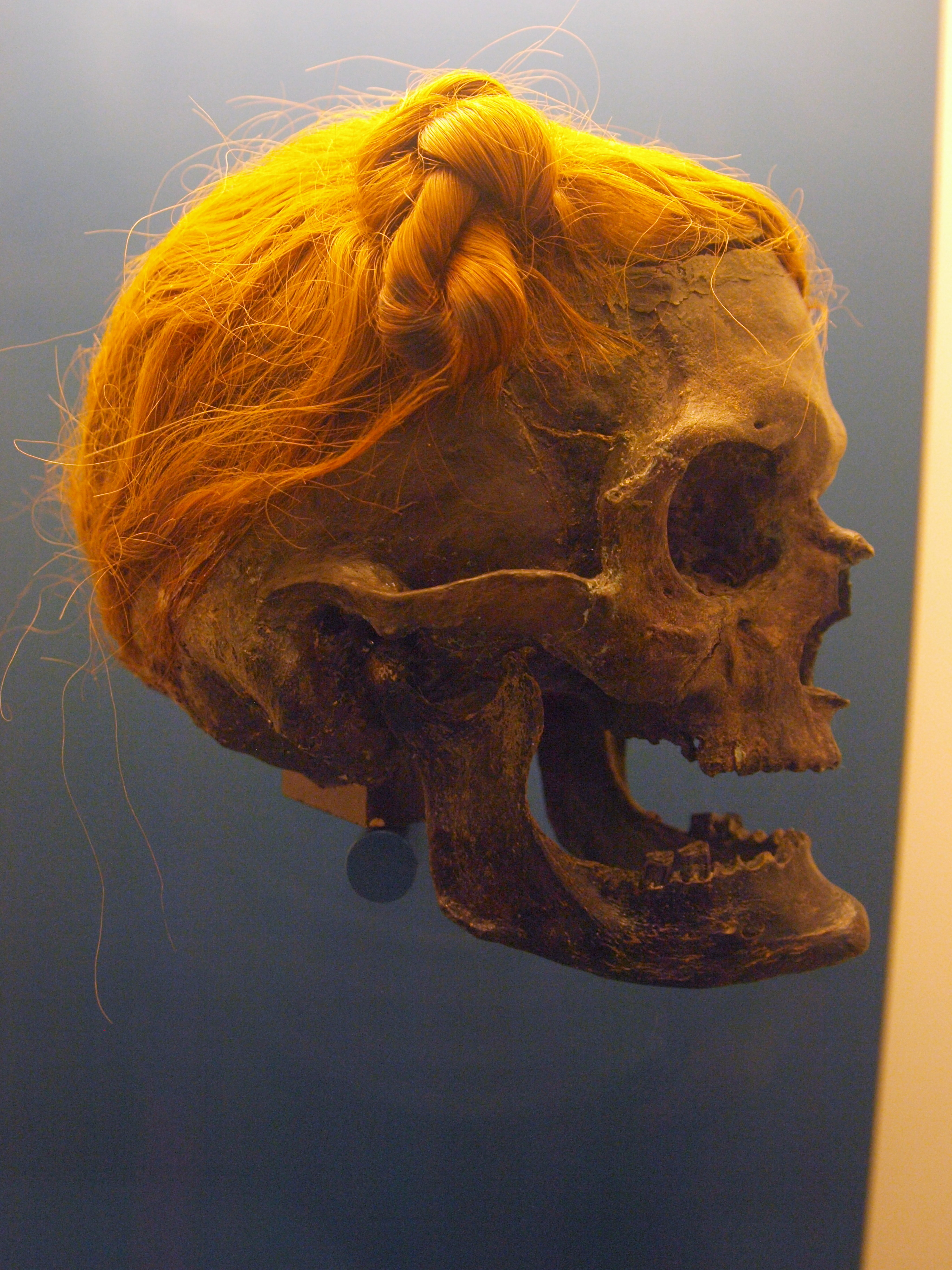
Seitenansicht des Kopfes mit Suebenknoten

Das geborgene Bündel bestand aus Fellstücken mit einem darin eingewickelten Schädel, die ursprünglich in dem Moor versenkt wurden. Beides wurde vor der Bergung durch Spatenstiche beschädigt. Daneben wurden keine weiteren Funde gemacht.

### Anthropologische Befunde
Der Schädel liegt in zahlreichen Fragmenten nahezu vollständig vor. Die Knochen sind durch die Einwirkung der Moorsäuren entkalkt, sind etwas geschrumpft und von dunkelbrauner Farbe. Wenige Teile der Kopfhaut sowie die Haare sind gut erhalten, Haut und Gewebe im Gesicht sind dagegen vollständig vergangen. An der linken Schädelseite wurde eine großflächige Verletzung festgestellt, die möglicherweise zum Tod geführt hatte: Auf einer Fläche von etwa 12 cm Durchmesser wurde der Schädel mit einem stumpfen Gegenstand eingeschlagen, der Knochen war an der linken Schläfe völlig zersplittert und teilweise tief in das Gehirn eingedrungen. Allerdings ist der Schädel auch im Ganzen durch die auf ihm lastenden Erdmassen deformiert worden. Das Gesichtsskelett ist insgesamt gut erhalten und das Obergesicht ist nahezu unbeschädigt. Aufgrund des Verwachsungsgrades der Schädelnähte sowie der anatomischen Merkmale wird der Schädel einem etwa 50 bis 60 Jahre alten Mann zugeschrieben. Deutlich erkennbare Schnittspuren am zweiten Halswirbel belegen, dass der Kopf mit einem scharfen Gegenstand gewaltsam vom Rumpf abgetrennt wurde.
Die Haupthaare waren flachwellig und dünn. Eine mikroskopische Untersuchung ergab, dass die durch die Einwirkung der Moorsäuren rötlichbraun verfärbten Kopfhaare ursprünglich dunkelblond waren und der Mann altersbedingt schon einzelne weiße Haare hatte. Isotopenanalysen an Proben der Kopfhaare ergaben bei der Neubearbeitung im Jahre 2005, dass der Mann zumindest in seinem letzten Lebensjahr auffallend selten Fleisch aß, wobei Pflanzenfresser den Hauptanteil seiner tierischen Ernährung stellten. Dagegen hatten Seetiere wie Fische oder Muscheln nachweislich keinen Anteil an seiner Ernährung. Die parasitologischen Untersuchungen der Haare ergaben, dass sie, für die damalige Zeit ungewöhnlich, frei von Kopfläusen waren.
Zur Konservierung und Vorbereitung für die Ausstellung im Museum wurde der Schädel zur Stabilisierung mit einer Gipsmasse ausgefüllt.

### Frisur

Wappen der Gemeinde Osterby mit Suebenknoten

Auffälligstes Merkmal des Kopfes ist die Frisur mit den außerordentlich gut erhaltenen Haaren, die über der rechten Schläfe zu einem sogenannten Suebenknoten gebunden sind. Dazu wurden die langen Haare des Mannes am Hinterkopf vertikal in zwei Stränge geteilt. Der linke Strang wurde links um den Kopf, tief über die Stirn, auf die rechte Kopfseite gelegt. Der rechte Strang wurde oberhalb des rechten Ohres an der Schläfe, über den linken Strang gelegt und beide mit einer scharfen Rechtsdrehung verzwirnt. Dieser Strang wurde zu einer Schlaufe gelegt und das lose Ende des Stranges schlaufenförmig hindurchgezogen.
Dieser Suebenknoten wird von dem römischen Geschichtsschreiber Tacitus im Kapitel 38 seiner Germania als ein typisches Merkmal freier Männer bei den Sueben, eines germanischen Stammes beschrieben. Daneben ist er aus zahlreichen römischen Abbildungen auf Plastiken und mindestens einem weiteren archäologischen Fund bekannt, dem des Mannes von Dätgen.
Seit 1998 führt die Gemeinde Osterby den Suebenknoten des Mannes von Osterby in ihrem Wappen.

### Fellumhang
Das bereits stark zerfallene Kleidungsstück, in das der Kopf eingewickelt war, besteht aus gegerbten und zusammengenähten Fellstücken. Das geborgene Fragment hat eine Breite von 40 cm und eine Länge von etwa 53 cm. Die Fellstücke wurden mikroskopisch anhand der Haarmerkmale als rehähnlich bestimmt. Die einzelnen Fellstücke wurde mit feinen Stoßnähten verbunden. Der Halsausschnitt ist mit einem umgeschlagenen, etwa einem Zentimeter breiten Lederstreifen eingesäumt. Alle Nähte wurden sorgfältig mit sehr feinen Darmsaiten ausgeführt. Einige der vorgefundenen Nähte lassen vermuten, dass es sich um spätere Reparaturstellen handelte. Aufgrund der vorliegenden Fragmente sowie einiger bekannter Vergleichsfunde wird das Kleidungsstück als Pelzumhang gedeutet und wurde im 20. Jahrhundert von Textilarchäologen auch als Pelzschulterkragen bezeichnet. Vergleichbare Pelzumhänge sind aus zahlreichen archäologischen Funden bekannt wie beispielsweise den Frauen von Elling und Haraldskær, dem Mädchen von Dröbnitz, dem Jungen von Kayhausen oder dem Mann aus Jührdenerfeld.

### Manipulationen
Die anthropologische Untersuchung des Schädels wurde durch Peter Löhr durchgeführt, der feststellte, dass der Schädel durch die Lagerung im Moor geschrumpft war. Im Rahmen seiner Promotion über das experimentelle Schrumpfen von Schädeln unternahm Löhr auch an dem Osterbyer Schädel zahlreiche Versuche. Mehrfach wässerte er den Schädel, wodurch dieser aufquoll, und trocknete ihn anschließend wieder – begleitet von detaillierten Messungen. Löhr nahm an, dass der Schädel im aufgequollenen Zustand seine nahezu ursprüngliche Größe einnahm und beim anschließenden Trocknen nicht gleichmäßig einschrumpfte. Für seine Untersuchung lagen Peter Löhr  der Schädel selbst, stark geschrumpfte Zähne sowie ein vollständiger Unterkiefer mit einem stark vorspringenden Kinn vor.
Neuere Untersuchungen des Osterbyer Kopfes ergaben, dass der in der Dauerausstellung des Schleswig-Holsteinischen Landesmuseum Schloss Gottorf ausgestellte Schädel bei der Präparation für die Ausstellung durch Karl Schlabow, wohl aus ästhetischen Gründen, mit einem ursprünglich nicht zu diesem Kopf gehörigen Unterkiefer ergänzt wurde.

### Datierung
Der Mann von Osterby wurde aufgrund seiner charakteristischen Frisur in die Römische Kaiserzeit datiert. Durch eine 14C-Datierung einer Haarprobe aus dem Nachlass von Alfred Dieck, einer möglicherweise unsicheren Quelle, konnte sein Todeszeitpunkt in dem Zeitraum zwischen 75 und 130 n. Chr. genauer eingegrenzt werden.

## Deutung
Die Fundumstände, die Umstände der Deponierung des Mannes von Osterby sowie die gefundenen Objekte weisen zahlreiche Parallelen zu anderen Moorleichenfunden auf. Der Mann von Osterby wurde – wie andere Funde aus der Eisenzeit – enthauptet und im Moor niedergelegt. Die Frakturen am Schädel durch Einschlagen mit einem stumpfen Gegenstand deuten auf eine beabsichtigte Mehrfachtötung hin. Ob an dem Mann eine Todesstrafe aufgrund germanischer Rechtssitten vollstreckt oder ob er geopfert wurde, lässt sich heute nicht mehr sicher klären. Mehrere Moorleichen belegen diese Praxis, unter anderem der Mann von Dätgen, der ebenfalls einen Suebenknoten trägt und dessen Kopf mehrere Meter vom Körper entfernt gefunden wurde, oder auch die Frau von Roum Mose aus Dänemark. Ob auch der Körper des Mannes von Osterby in der Nähe des Kopfes im Moor abgelegt wurde, ist ebenfalls nicht mehr ermittelbar, da dieser möglicherweise unbemerkt mit dem Torf abgebaut wurde, an einer weiter entfernten Stelle noch unentdeckt liegt oder bereits historisch auf andere Weise beseitigt wurde.